# Carlos Eduardo Gallardo
Carlos Eduardo Gallardo Nájera (Ciudad de Guatemala, 8 de abril de 1984), más conocido como Carlos Gallardo, es un futbolista guatemalteco que juega como defensa central en el  CSD Municipal, de la Liga Nacional de Fútbol de Guatemala, es el capitán con la Selección de fútbol de Guatemala.

## Trayectoria
Se inició en las divisiones inferiores del Club Comunicaciones donde llegó a debutar y jugar por una temporada, en el 2006 fue contratado por el extinto Deportivo Jalapa donde jugó por 2 temporadas, debido al inclumplimiento del pago de su salario planteó una demanda al club y regresó al Club Comunicaciones para jugar por otra dos temporadas.
Después de su estancia en el Club Comunicaciones es contratado por la Universidad SC para jugar por una temporada, debido a que en el 2011 el equipo descendería a la Primera División de Guatemala, tras su corto paso en el equipo de la Universidad SC, es contratado por el Deportivo Marquense club en el que jugó dos temporadas, el 17 de septiembre del 2012 sufre una lesión con la Selección de fútbol de Guatemala que lo dejaría fuera por más de 6 meses y desvinculado del Deportivo Marquense.
En el torneo Apertura 2013 después de recuperarse de su larga lesión en la rodilla, es contratado por el Deportivo Malacateco por una temporada, pero decide desligarse del contrato que lo mantenía al club para irse al Deportivo Coatepeque, club que requería sus servicios en 2014
Desde 2019 juega en el Municipal.